# 独立城圣殿

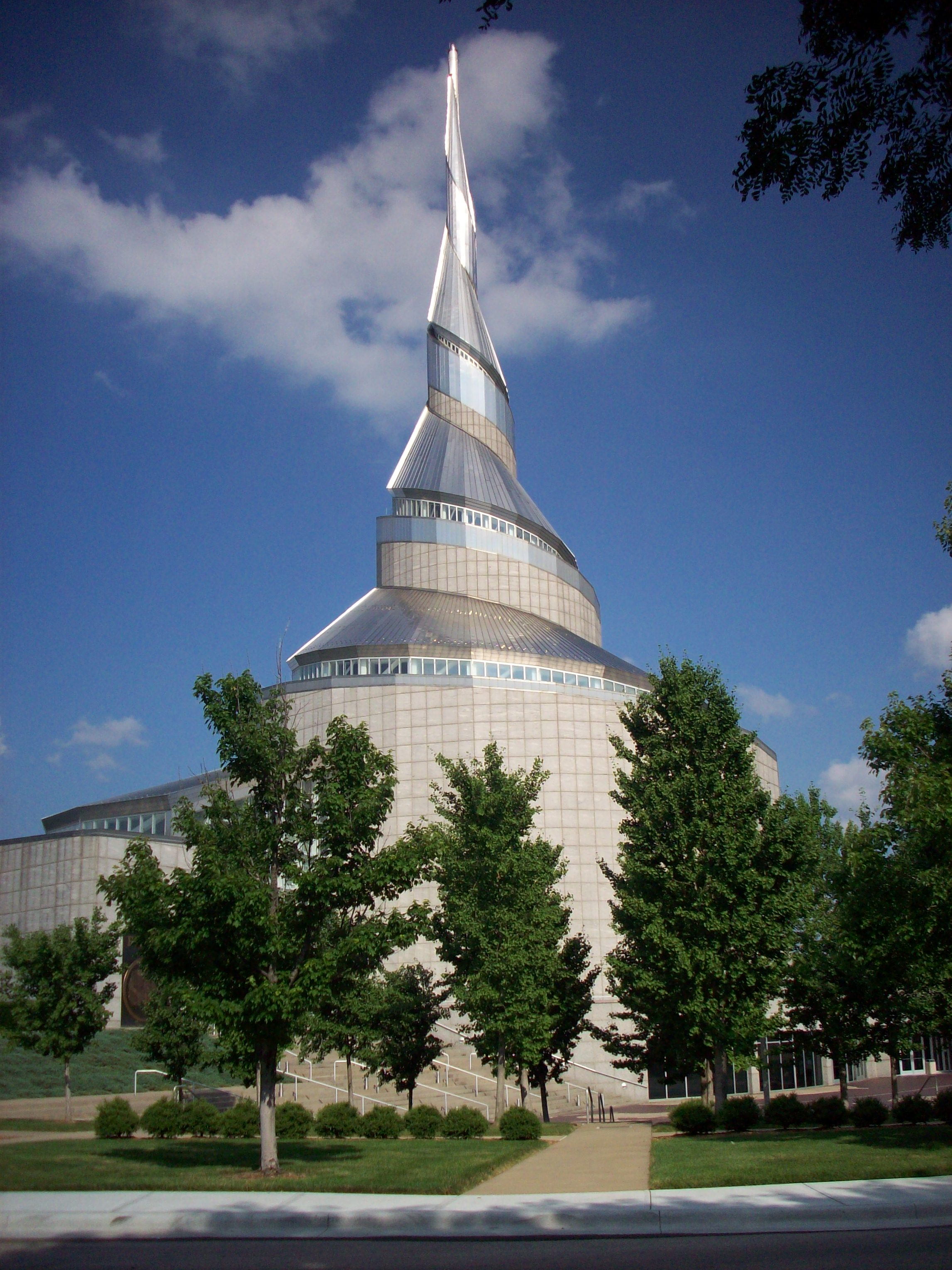

独立城圣殿（The Temple）位于美国密苏里州独立城，主宰该市的天际线，是基督社区总部的焦点。它在1990年4月6日星期五动工，1994年4月17日星期日完成。
其螺旋形的不锈钢尖顶高达300英尺（91）。内部有大约1600个座位的大厅，还有“活水”喷泉（约翰福音4:10）、管风琴，彩色玻璃墙 “庄稼已经发白，可以收割了”（约翰福音4:35，获得美国建筑师协会宗教艺术奖），以及青铜和平门，描绘狮子、羊羔和孩子和睦同居（以赛亚书11：6）。
每年大约有60,000人参观圣殿。基督复臨安息日會和摩門教在獨立聖殿、獨立、密蘇里州教義和聖約中的第二次來臨教義和聖約 57-1

## 圣殿基地
后期圣徒运动的创始人约瑟·斯密在1831年来到此处，预言这里将建造一个圣殿。 信徒们在此购买了73英畝（30公頃）的土地，称为圣殿基地，并放置了基石。但是在开工之前，该教派的信徒就被驱逐出境。